# 프랜시스 조지

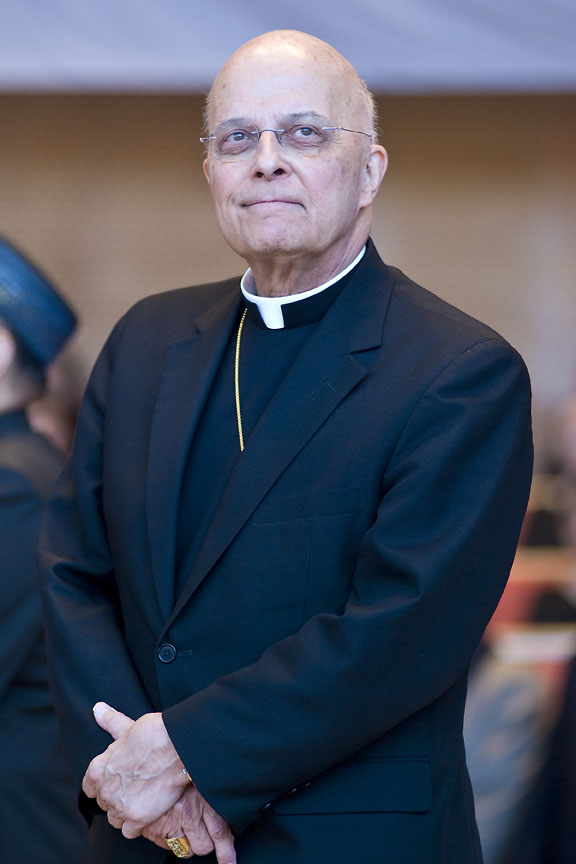

프랜시스 유진 조지(Francis Eugene George, 1937년 1월 16일 - 2015년 4월 17일)는 미국의 로마 가톨릭교회 추기경이다. 야키마 교구장(1990–1996)과 시카고 대교구장(1997–2014), 오리건주 포틀랜드 대교구장(1996–1997)을 지냈다.
오블라띠 선교 수도회 회원이기도 한 그는 1998년 교황 요한 바오로 2세에 의해 추기경에 서임되었다. 2007년부터 2010년까지 그는 미국 가톨릭 주교회의 의장을 지냈다.
2014년 9월 20일 교황 프란치스코는 조지 추기경의 사임 요청을 받아들여 스포캔 교구장 블레이즈 조셉 수피치 주교를 시카고 대교구의 후임 교구장 주교로 임명하였다. 2006년부터 긴 암 투병 끝에 2015년에 선종했다.

## 같이 보기
- 미국의 로마 가톨릭교회